# Knežja Njiva
Knežja Njiva je naselje v Občini Loška dolina.

## Prebivalstvo
Etnična sestava 1991:
- Slovenci: 35 (94,6 %)
- Neznano: 2 (5,4 %)